# Parque Natural de Santa Maria
O Parque Natural de Santa Maria (PNISMA) é uma estrutura de conservação da natureza que agrega as áreas protegidas situadas na ilha de Santa Maria e no mar territorial a ela contíguo. Foi criado pelo Decreto Legislativo Regional n.º 47/2008/A, de 7 de Novembro, e é um dos nove Parques Naturais de Ilha que integram a Rede de Áreas Protegidas dos Açores, o dispositivo territorial de protecção da natureza e da biodiversidade do arquipélago dos Açores.

## Zonas Protegidas do Parque
O Parque Natural de Santa Maria inclui 13 áreas protegidas divididas pelas seguintes categorias:

### Reservas Naturais
- Reserva Natural dos Ilhéus das Formigas
- Reserva Natural do Ilhéu da Vila

### Monumento Natural
- Monumento Natural da Pedreira do Campo, do Figueiral e Prainha

### Áreas Protegidas para a Gestão de Habitats ou Espécies
- Área Protegida para a Gestão de Habitats ou Espécies da Costa Sudoeste
- Área Protegida para a Gestão de Habitats ou Espécies da Ponta do Castelo
- Área Protegida para a Gestão de Habitats ou Espécies da Baía do Cura
- Área Protegida para a Gestão de Habitats ou Espécies do Pico Alto

### Áreas de Paisagem Protegida
- Área da Paisagem Protegida do Barreiro da Faneca e Costa Norte
- Área da Paisagem Protegida da Baía de São Lourenço
- Área da Paisagem Protegida da Baía da Maia

### Áreas Protegidas de Gestão de Recursos
- Área Protegida de Gestão de Recursos da Baía de São Lourenço
- Área Protegida de Gestão de Recursos da Costa Norte
- Área Protegida de Gestão de Recursos da Costa Sul

### Reservas Florestais de Recreio
- Reserva Florestal de Recreio das Fontinhas
- Reserva Florestal de Recreio Mata do Alto
- Reserva Florestal de Recreio de Valverde